# Lepus granatensis
La lepre iberica o lepre di Granada (Lepus granatensis Rosenhauer, 1856) è un mammifero lagomorfo della famiglia dei Leporidi.
Per lungo tempo considerata una sottospecie di Lepus capensis (Lepus capensis granatensis), in base a recenti studi la lepre iberica presenterebbe invece maggiori affinità con le specie eurasiatiche del sottogenere Eulagos.

## Distribuzione
Con tre sottospecie (Lepus granatensis gallaecius, Lepus granatensis granatensis e Lepus granatensis solisi), la lepre iberica è distribuita in Spagna centro-meridionale, Portogallo (sottospecie nominale), Galizia (sottospecie gallaecius) e sull'isola di Maiorca (sottospecie solisi, probabilmente estinta). Sono inoltre stati fatti tentativi di introdurre la specie in Francia meridionale ed in Corsica, generalmente falliti, anche se una piccola popolazione resiste nell'area di Perpignano.

## Descrizione

### Dimensioni
Misura fino a 45 cm di lunghezza, per un peso che non supera mai i 2,5 kg. La coda, piuttosto lunga, può misurare fino a 12 cm.

### Aspetto
Il pelo è bruno-arancio su fianchi, petto e lati della testa, mentre il dorso assume sfumature grigio-verdastre con brizzolature nere ed il ventre è biancastro: anche la punta del muso ed un anello perioculare sono bianchi.
Il corpo è slanciato e minuto, con zampe esili e grossa testa, sormontata da orecchie molto grandi, di colore scuro sia nella parte interna glabra, che su quella esterna ricoperta di pelo.

## Biologia
Si tratta di animali perlopiù notturni, che preferiscono vivere da soli all'infuori del periodo degli accoppiamenti. Estremamente caute, le lepri iberiche reagiscono al primo segnale di pericolo dandosi alla fuga con un caratteristico percorso zigzagante, aiutate in questo dalle forti zampe che le rendono delle ottime corritrici e, all'occorrenza, anche eccellenti saltatrici.

### Alimentazione
La lepre iberica è un animale essenzialmente erbivoro, che si nutre di erbe, foglie e germogli, mangiando di tanto in tanto anche frutta, fiori ed altro materiale di origine vegetale.

Come tutti i lagomorfi, anche la lepre iberica pratica la coprofagia, allo scopo di assorbire la maggiore quantità possibile di nutrimento dal proprio cibo, molto fibroso e ricco di cellulosa, assai difficile da scindere in zuccheri metabolizzabili.

### Riproduzione
La riproduzione della lepre iberica è molto simile a quella della congenere ed affine lepre comune (Lepus europaeus), rispetto alla quale tuttavia la lepre iberica è meno prolifica.